# Pont du Larivot
texte en petit
Le pont du Larivot est un pont reliant la ville de Cayenne et les villes de Matoury et Macouria.

## Caractéristiques
De type pont à poutres avec des travées de 35 mètres, il permet d'enjamber la rivière de Cayenne sur une longueur totale d'environ 1 200 mètres au niveau du port du Larivot. Si la culée coté nord se trouve à la hauteur de la rive, une zone de mangrove au sud contraint le prolongement du pont au dessus de l'estran sur 4 piles.
Ce pont routier dispose de 2 voies de circulation et d'un trottoir de part et d'autre.

## Routes
- RN 1 vers Cayenne

## Histoire
Après la naissance du Centre Spatial Guyanais (CSG) en 1964, les limites des infrastructures Guyanaises sont rapidement atteintes. Si la RN1 est rapidement goudronnée, il faut attendre la décennie suivante pour que les bacs enjambant les principaux fleuves entre Kourou à l'ouest et Cayenne soient remplacés par des ponts.
Un second pont de 1 300 mètres de long est actuellement en travaux et doit ouvrir en 2024. Il permettra de doubler l'actuel pont du Larivot, le mettant en sens unique et en ajoutant 2 nouvelles voies de circulation automobiles, une piste pour les 2 roues, et un trottoir. Le nouveau pont cohabitera ainsi avec l'ancien, jusqu'à son éventuel remplacement. Peu sécurisé pour les piétons, son très faible tirant d'air ne permet pas à des chalutiers ou des navettes fluviales de passer par en dessous.